# Kurt Bodewig
Kurt Bodewig (ur. 26 kwietnia 1955 w Rheinbergu) – niemiecki polityk i działacz związkowy, członek Socjaldemokratycznej Partii Niemiec (SPD), w latach 2000–2002 minister transportu, budownictwa i mieszkalnictwa w rządzie federalnym, deputowany do Bundestagu.

## Życiorys
Kształcił się w zawodzie handlowca branży nieruchomości i budownictwa mieszkaniowego, uzyskując dyplom w 1976. Pracował w tym zawodzie do 1981, następnie do 1986 w organizacji pracowniczej AWO. W latach 1986–1998 zajmował dyrektorskie stanowisko w Federacji Niemieckich Związków Zawodowych w Nadrenii Północnej-Westfalii.
W 1973 dołączył do Socjaldemokratycznej Partii Niemiec, był m.in. członkiem zarządu federalnego. W latach 1998–2009 przez trzy kadencje sprawował mandat posła do Bundestagu. W marcu 2000 został parlamentarnym sekretarzem stanu w resorcie transportu, budownictwa i mieszkalnictwa. W listopadzie tegoż roku stanął na czele tego ministerstwa w pierwszym rządzie kanclerza Gerharda Schrödera, zastępując Reinharda Klimmta. Urząd ten sprawował do października 2002.
Zajął się także działalnością akademicką. Obejmował różne funkcje w organizacjach pozarządowych i eksperckich (m.in. prezesa Baltic Sea Forum, członka rady nadzorczej Global Panel Foundation), a także w strukturach europejskich (w 2014 został koordynatorem europejskim do spraw korytarza Bałtyk-Adriatyk).